# Jaskinia Lodowa w Czarnych Działach
Jaskinia Lodowa w Czarnych Działach – jaskinia w Czarnych Działach w Paśmie Łysiny w Beskidzie Małym. Jest jedną z kilku Jaskiń w Czarnych Działach. Znajduje się we wsi Ślemień w województwie śląskim, w powiecie żywieckim, w gminie Ślemień.

## Opis jaskini
Otwór jaskini znajduje się w niewielkim zapadlisku. Jest łatwa do zwiedzania, ale ciasna. Otwór wejściowy ma wymiar 1,3 × 1 m, ale przegrodzony jest prostokątnym głazem. Przechodzi się nim do płytkiej studzienki, za którą jest korytarzyk o nieregularnych ścianach i trójkątnym przekroju, wysokości do 1 m i szerokości 0,5–1 m. Po około 2 m doprowadza on do górnej części sali o długości 2,3 m i szerokości 3,6 m. Jest pochyła o nierównym dnie, a jej klinowato nachylony strop sprawia, że ma zmienną wysokość od 0,4 do 2,5 m. Od sali tej w różnych kierunkach odchodzą krótkie i ślepe szczeliny. Największa z nich biegnie stromo w górę, ma długość 3 m, szerokość przeciętnie 0,5 m i wysokość do 1,6 m.
Jest to jaskinia osuwiskowa powstała w piaskowcach istebniańskich dolnych. Jest sucha, jedynie w dolnej części sali okresowo kapie woda. Dno pokrywa gruz i średniej wielkości skały, a miejscami także glina. Jest nieco świetlista tylko w pierwszej części za otworem, głębsze partie są ciemne. Brak przewiewu i jest statycznie zimna. W maju w 1993 r. w dolnej części sali był spory naciek lodowy i od tego pochodzi jej nazwa. Ze zwierząt obserwowano pająki, muchówki i motyla szczerbówkę ksieni

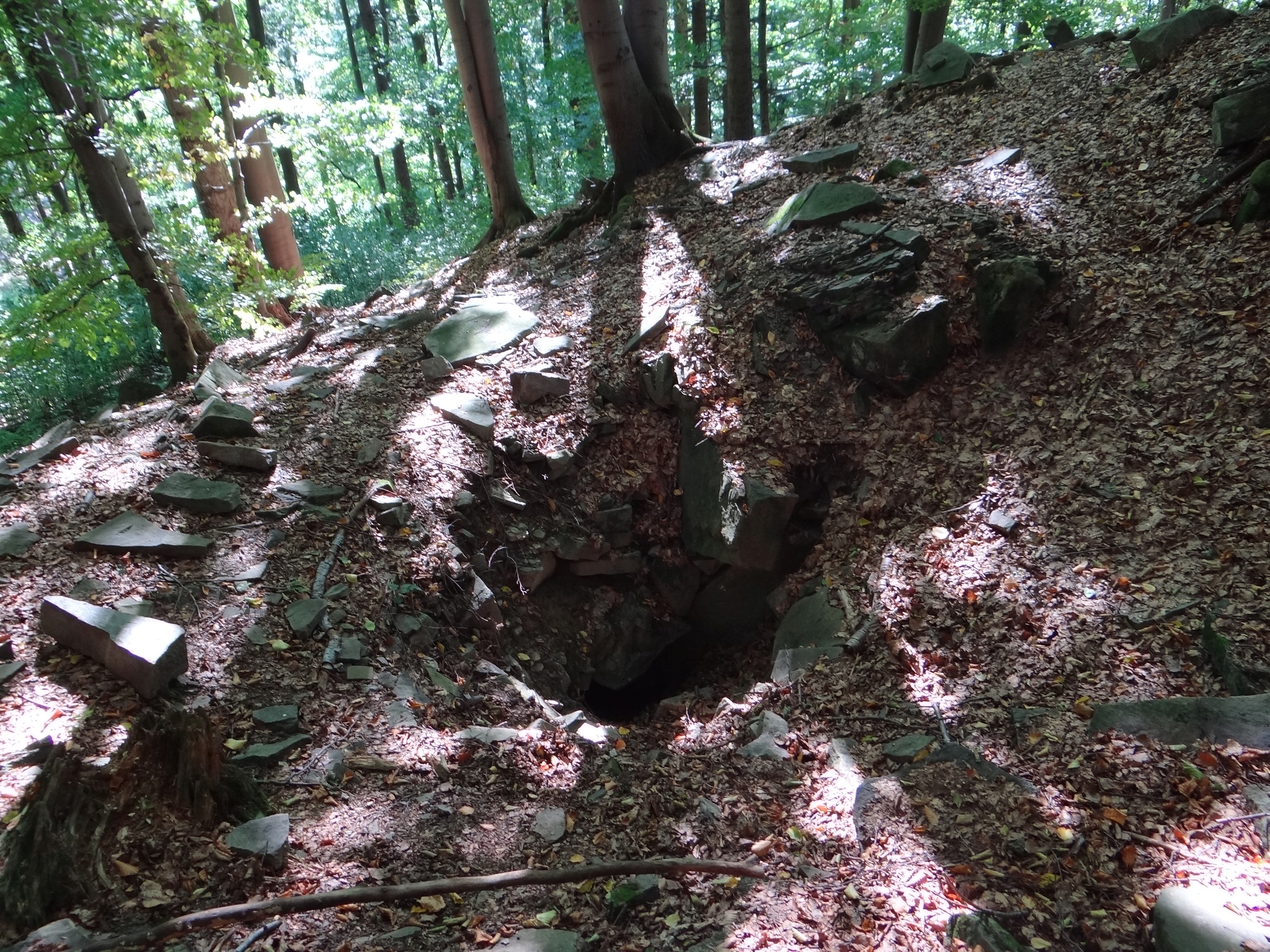
Otwór jaskini